# تياغو خورخي أونوريو
تياغو خورخي أونوريو (4 ديسمبر 1977 في أمريكانا في البرازيل – )؛ هو لاعب كرة قدم كان يلعب كمهاجم.

## وصلات خارجية
- تياغو خورخي أونوريو على موقع رابطة كرة القدم اليابانية للمحترفين (اليابانية)
- تياغو خورخي أونوريو على موقع دوري كوريا الجنوبية (الإنجليزية)
- تياغو خورخي أونوريو على موقع قاعدة بيانات كرة القدم.إي يو (الإنجليزية)
- تياغو خورخي أونوريو على موقع Soccerway.com (الإنجليزية)
- تياغو خورخي أونوريو على موقع عالم كرة القدم.نت (الإنجليزية)